# شمارش معکوس (فیلم ۱۹۶۸)
شمارش معکوس (انگلیسی: Countdown) فیلمی در ژانر علمی–تخیلی و ماجرایی به کارگردانی رابرت آلتمن است که در سال ۱۹۶۸ منتشر شد. از بازیگران آن می‌توان به جیمز کان، رابرت دووال، جوانا مور، مایکل مورفی و تد نایت اشاره کرد.